# A4 (motorväg, Serbien)
E80 går genom Serbien. Den fortsätter i grannländerna åt båda håll. Den västra gränspunkten är mot Montenegro eller Kosovo, beroende på om Kosovo räknas som självständigt eller del av Serbien, vilket är oklart. Vägen passerar Pristina i Kosovo. I det egentliga Serbien passeras Niš och Dimitrovgrad. Den östra gränspunkten är mot Bulgarien.
Från Niš går det motorväg till Dimitrovgrad och till gränsen till Bulgarien. I Niš ansluter denna motorväg till motorvägen A1. Detta kommer att bli en del i en motorvägsförbindelse mellan Belgrad och Sofia. Hela den serbiska delen är färdig. Det som återstår är en del i Bulgarien som ännu inte är färdig. Vissa bidrag från EU finansierar detta vägbygge.